# Partis agrariens
Les Partis agrariens résultent du clivage qui oppose le secteur secondaire et le secteur tertiaire au secteur primaire décrit par Stein Rokkan et Seymour Martin Lipset . 
Les partis agrariens se définissent comme un large spectre et naissent dans le cadre d’une ruralité opposée aux dynamiques de modernisation. La complexité des partis agrariens réside dans leur contexte d’organisation: c’est dans l’entre-deux-guerres, après la formation de l’internationale ouvrière que les agrariens décident de s’organiser à travers la création de “l’internationale verte”. Dès lors, les partis agrariens s’unissent comme une famille partisane. On peut les voir comme des indices des relations complexes entre périphéries et centres.
Cependant, les partis agrariens ne constituent pas le groupe politique le plus présent en Europe. Cela se traduit dans leur absence de représentation au Parlement européen et l’absence d’euro-parti. Après l’éclatement de l’internationale verte, on retrouve des partis qui se sont formés de part et d’autre de l’échiquier politique : certains siègent au Parti Populaire Européen tandis que d’autres siègent chez les Libéraux-Démocrates. 
Ils ne sont ni réactionnaires ni conservateurs. L’apparition des partis agrariens et leur succès ou leurs limites sont à rapporter plus largement aux structures du monde paysan (c’est-à-dire se rapportant à la propriété foncière, au statut du paysan, à la féodalité ou non, à la politisation dans le monde rural, …). En d’autres termes, les partis agrariens résultent des conditions historiques d’évolution des sociétés agraires.

## La différence entre partis paysans et partis agrariens
Jean-Michel De Waele et Daniel-Louis Seiler différencient partis agrariens et partis paysans .
Les partis agrariens ont tous une ambition que les deux auteurs qualifient de centriste ou centrale c’est-à-dire la volonté de ne s’aligner ni sur le modèle de la gauche sociale-démocrate et communiste ni sur celui de la droite libérale et conservatrice. Néanmoins, en Europe de l’Ouest et en Scandinavie il s’agit de défendre les intérêts et les valeurs des agriculteurs alors qu’en Europe centrale et orientale il s’agit de trouver une troisième voie alternative au capitalisme libéral et au socialisme. En termes de revendications, au Nord on affirme la primauté des intérêts matériels en agissant socio économiquement tandis qu’au centre et à l’Est ce sont les intérêts idéels qui priment ainsi que l’aspect culturel et les modes de vie. De plus, en Europe septentrionale ou occidentale les revendications ont pour objet : le prix des produits agricoles, le développement de l’agriculture ou encore le bien-être des agriculteurs. De la même manière, en Europe centrale et orientale on s’attache à l’émancipation politique des paysans et donc à la défense du monde rural et des valeurs paysannes. 
C’est ce qui permet de distinguer les deux types de partis ruraux. Les partis agrariens sont ceux qui promeuvent les intérêts économiques et sociaux des agriculteurs alors que les partis paysans sont ceux qui luttent pour un certain type d’agriculture et le mode de vie qui y est attaché. 

## La philosophie des partis agrariens

### Les thèmes principaux
Bien que les partis politiques agrariens soient présents dans beaucoup de pays, les thèmes qui reviennent régulièrement lors de leurs campagnes électorales sont plutôt homogènes .
Les partis agrariens considèrent, tout d’abord, que les agriculteurs ont un rôle prédominant au sein de la nation: ils supportent les autres productions. La notion de vérité est également très importante. Effectivement, la production agricole est subordonnée aux aléas naturels et se garde donc des faux-semblants. Ce réalisme entraîne les partis agrariens à défendre le mode de vie des ruraux qu’ils jugent plus sain et plus équilibré. L’exode rural est ainsi vécu comme une véritable catastrophe car il entraîne une pénurie de main d’oeuvre salariée et marque le déclin d’une civilisation supposée supérieure. Par ailleurs, l’agrarisme est souvent relié au nationalisme. Aux États-Unis, les représentants politiques de l’agrarisme se sont distingués par leur isolationnisme. Le dernier thème des partis agrariens est le corporatisme. Cela signifie que les partis agrariens souhaitent faire du monde agricole une communauté indépendante et fermée avec sa propre discipline et se voyant accorder par l'Etat de grandes compétences. 
En général, les défenseurs des intérêts agricoles se sont servis de deux méthodes pour porter ces thèmes dans le débat public: l’action de classe ou le recours à des partis traditionnels.

### Les composantes idéologiques et sociales
Les partis agrariens viennent globalement du monde rural mais il reste cependant difficile de parler d’unité monolithique agrarienne dans leurs composantes. Effectivement, leur construction est complexe par l’identification de deux différences majeures dans leur origine : les facteurs sociaux et idéologiques.
Les facteurs sociaux se caractérisent par des disparités dans la construction des rapports de classe dans ces groupes. En Europe, on assiste à la prise de position des classes dirigeantes traditionnelles à la tête de ces mouvements, notamment par les notables des sociétés d’agricultures, plus informés que les simples salariés, ainsi que les grands propriétaires. En Europe centrale, on assiste à l’arrivée de la « génération du front », dont les représentants sont issus de familles paysannes plus aisées, leur permettant d’accéder aux études et donc de revenir à la tête de mouvements représentant leur classe d’origine. 
Aux Etats-Unis, le mouvement se développe également en s’inspirant du modèle des Francs-maçons dans sa composition de base : utilisation de granges, caractère fraternel des mouvements, forte publicité, utilisation importante des voitures, cotisations partisanes élevées, utilisation de termes bibliques. 
D’un point de vue idéologique, les pays catholiques voient l’émergence du clergé dans ce secteur, par leur proximité avec les classes paysannes mais également par leur rapport à la notion de devoir de conscience : « Le grand propriétaire doit vivre en chrétien, c’est-à-dire se distinguer de ceux qui considèrent un vaste domaine comme un placement avantageux de leur capital, ou comme un moyen d’échapper aux chaleurs d’été. Nous devons partager les souffrances comme les joies du peuple… tous sont devant Dieu des serviteurs inutiles : voilà la véritable égalité » .
Dans les pays protestants, un phénomène similaire se produit, pour des raisons analogues : Frédéric-Guillaume Raiffeisen précisait : « Le principe coopératif est un principe moral ». 
Cette mainmise exposée pour des actions caritatives ou religieuses, reste cependant dans certains cas une stratégie politique dans la recherche d’influence, le monde rural détenant un poids politique très important, notamment en France à cette période. 
Les mouvements agrariens sont alors dirigés par une grande diversité d’acteurs : farmers, riches, instruits, besogneux, religieux.

### Électorat
La diversité des partis agrariens naît de leur nécessité d’agrandir leur électorat au-delà du monde rural (et paysan) au risque de perdre les voix. Les paysans sont aussi attirés par des programmes ouverts à d’autres thèmes.
La vie électorale des partis agrariens diffère des formations politiques classiques, en étant souvent parsemée, d’absences, d’alternances rapides, de succès ou encore d’échecs – des faits notamment observables dans les pays d’Europe centrale ou orientale où les changements de régimes n’ont pas permis la pérennité de ces partis.
Les partis agrariens ont une grande capacité à se reconstituer un électorat – entre recomposition sociologique, mobilité et surtout renouvellement de leur élites nationales comme locales. S’il est vrai que certains partis agrariens continuent de se référer au monde paysan, la plupart se reconstruisent et tentent de s’installer durablement dans des niches. Des petits groupes vont s’inclure dans de plus grands groupes pour défendre des intérêts divergents - du centre à la démocratie chrétienne jusqu’aux groupes libéraux parlementaires. 

## Les partis agrariens en Europe de l'Est
Le monde rural, bien que fragilisé (réformes agricoles, baisse des effectifs), existe toujours. Il constitue un électorat de niche que beaucoup de formations politiques veulent séduire, lui donnant ainsi une place de pivot de choix dans certains pays :
- Les partis agrariens se sont rendus plus ou moins compétitifs selon les pays. Ainsi, en Suède, le parti agrarien a joué un rôle de parti pivot, en réussissant à survivre mais aussi à s’installer comme un parti centriste dans le système politique scandinave (institutionnalisation).
- Les partis agrariens (non pas folklores) ont été des acteurs essentiels aux processus de démocratisation dans les pays d’Europe du Nord. Par exemple ils se sont battus pour le suffrage universel. Ce faisant, les partis agrariens se sont imposés comme une forte influence socio-historique au sein des pays.

Pour plus d'informations sur les partis agrariens dans le monde, se référer à Agrarisme.  

### Albanie
En Albanie, le parti agrarien est présent au niveau national et municipal depuis le début de l’instauration du régime démocratique en 1991 (à la suite de la chute du régime communiste). Cette année-là le parti agrarien se crée. Ce parti s’appelle Partia Agrare e Shqipërisë (PASh). Il participe aux élections en alliance avec le parti socialiste ce qui le place donc à gauche de l’échiquier politique. En 1997, il obtient 0,97% des voix aux élections législatives mais parvient à obtenir un élu au Parlement. Après avoir changé de nom en 2003, devenant le Parti Environnementaliste Agrarien (Partia Agrare Ambiantaliste – PAA), il réussit une progression croissante dans les élections de 2005 (6,5% des 4 sièges). Le PAA s'enracine ainsi dans la vie politique albanaise.   
Cependant, à la suite de conflits avec le leader du parti socialiste, le PAA se tourne vers les démocrates et participe aujourd’hui au gouvernement en alliance avec la droite. Cette alliance témoigne plus d’une volonté de garantir l’accès au pouvoir qu’une réelle évolution politique et idéologique du parti. L’ouverture aux problématiques environnementales leur permet d’occuper des niches politiques pour marchander le soutien d'autres partis. De plus, le Président du PAA Lufer Xhuveli est ministre presque sans discontinuité de 1997 à 2009. L’alliance avec la droite sera synonyme de déclin pour le parti. Ce déclin peut, peut-être, s'expliquer par un programme idéologique très flou et peu clivant. Si les questions environnementales sont bien présentes, le parti se contente de statuer des positions générales. Aujourd’hui, le parti agrarien n’est pas parvenu à être le représentant des campagnes albanaises, ni au Sud ni au Nord. Selon des analystes, il pourrait tenter de se repositionner en tant que véritable parti environnementaliste pour être plus influent, mais il devra alors faire face au parti vert albanais qui bénéficie du soutien du Parti vert européen.

### Croatie
L’actuel parti paysan croate (Hrvatska seljačka stranka – HSS) se présente comme l’héritier du parti républicain paysan fondé en 1904. Ce dernier a été un opposant à la politique de centralisation menée par le pouvoir serbe et il protesta contre la non fédéralisation du nouvel état. Le parti est interdit en 1924 après que son leader Stephen Raditch eut demandé le droit à l'autodétermination pour la Croatie.  
Le parti se recrée en 1989. Lors des élections, il se présente souvent en alliance avec d’autres formations de centre droit opposées au parti nationaliste de Franjo Tudjman. Grâce à sa fonction de pivot, le HSS permet la formation de plusieurs coalitions. Il obtient trois sièges au Parlement en 1992 et cinq en 1995. En 2000, le parti entre en coalition avec quatre partis de centre droit. Obtenant 16% des voix, la coalition se retrouve avec 24 sièges dont 16 revenant aux agrariens. Ceux-ci participeront donc au pouvoir avec trois Ministres et le Président du Parti devient Président du Parlement. Néanmoins, en 2003, les agrariens se présentent seuls et obtiennent seulement 7,15% et 10 sièges. Ils soutiendront cependant le gouvernement de droite tout en ne participant pas à celui-ci, jouant à nouveau leur rôle de parti pivot. En 2007, un changement de stratégie pousse le HSS à former une alliance « verte-jaune » avec des anciens membres de la droite nationaliste et les sociaux libéraux. Cette manœuvre se traduit par un échec aux élections parlementaires ayant lieu la même année. Toutefois, le HSS participe au gouvernement en ayant la responsabilité du Ministère du Tourisme et de l’Agriculture.

### Estonie
Depuis 1999, le parti agrarien en Estonie s’appelle Union du Peuple Estonien (Eestimaa Rahvaliit – ERL). En 2000, deux partis s’allient à lui : l’Union pour les Campagnes Estoniennes (EML) et le Parti Estonien des Pensionnées et des Familles (EPPE). Le Parti de la Nouvelle Estonie (EUS) se greffe aussi en 2003 à l’ERL. 
C’est un parti pivot au Parlement : il n’est pas majoritaire, ne bénéficie pas d’assez de parlementaires pour être à l’origine d’une coalition, mais c’est grâce à lui que certaines coalitions gouvernementales sont possibles et stables. Ainsi, l’ERL prend part à plusieurs gouvernements de 1995 à 1999 et de 2003 à 2007. À l’image de la partie de la population qu’il représente, il bénéficie de soutiens mobilisables dans les campagnes. Cela lui permet de garder une base électorale stable. 

### Lituanie
La Lituanie possède un paysage politique bien particulier durant l’entre-deux guerres. Effectivement, l’échiquier politique se divise autour de deux grands clivages: gauche/droite et laïc/religieux. Chacun des deux blocs possèdent sa propre force agrarienne. 
À la suite de la chute du bloc communiste, l’Union des Paysans Lituaniens est recréée en 1990 (Lietuvos valstiečių partija – LVS). Les premières élections ne sont pas une réussite et le parti va mettre quelques années à se construire idéologiquement. En 1994, le Parti des Fermiers Lituaniens (LVP) se transforme en Parti des Paysans Lituaniens (LVS). Par la suite, il forme une alliance électorale avec les Partis de « La Nouvelle Démocratie » (ND/MP), provenant entre autres du Parti des Femmes de Lituanie (LMP). En 2001, le ND/MP et LVS signent un accord de fusion et forment l’Union des Paysans et des Nouveaux Partis Démocratiques (VNDS). Finalement, le Parti reprend en 2005 le nom d'Union Populaire Paysanne Lituanienne (LVLS). 
Comme dans les autres pays, le LVLS possède une base électorale locale importante. Idéologiquement, la formation politique se situe à gauche de l’échiquier politique en défendant l’action étatique dans l’économie et en appuyant le coût social du désengagement de l’État dans certaines zones rurales. À l’échelle européenne, il siège dans le groupe eurosceptique Union des nations pour l’Europe. 

### Pologne
La Pologne est un cas emblématique car c’est un pays ayant une histoire foisonnante concernant les mouvements agrariens. En effet, en Europe centrale, ce pays est considéré comme le bastion traditionnel des formations politiques agraires. Dans les années 1920, la paysannerie représente 72,3% de la population polonaise. Mais le mouvement agrarien connait de nombreux conflits internes et l’unification est difficile. En 1921, il se divise en deux formations politiques principales :  
1. Le parti paysan « piast » (Stmnictwo Ludowe « Piast » - PSL Piast). Fondé en 1895, il est historiquement le premier parti paysan polonais. Il joue le rôle de parti pivot dans les coalitions et son leader W. Witos sera trois fois Premier Ministre. Le parti défend une vision nationaliste mais s’oppose aux grandes propriétés. Le PSL-Piast reste dans l’imaginaire collectif du pays le modèle de référence de Parti de masse défendant les intérêts du pays.
2. Le parti paysans-libération (Stronnictwo ludowe « Wyzwolenie » - PSL-W). Il se situe plus à gauche sur l’échiquier politique. Son influence politique est moindre par rapport au PSL-Piast. Fondé en 1915, il représente la tendance anticléricale du mouvement agrarien.

Ces deux partis s’unissent en 1931, donnant lieu à la formation du parti paysan (Stronnictwo Ludowe – SL). Les partis agrariens sont très dépendants de leur base électorale, étant les représentants d’une partie bien précise de la population. Ainsi le SL, sous la pression de son électorat, se radicalise. En 1937, il totalise 150 000 membres, ce qui lui permet d'être le parti politique polonais le plus important des années 1930. En s’adaptant à la nouvelle réalité politique et économique, le parti a maintenu ses réseaux de sociabilité, une mémoire collective et une structure organisationnelle bien plus dense et forte que dans les autres démocraties populaires. 
Même si pendant la période communiste les élections n’avaient rien de démocratiques et que le parti était limité dans son action, le parti paysan unifié (ZSL) survit et compte 420 000 membres en 1976. A l'époque, il a une double fonction: représenter les intérêts de la paysannerie et faire passer auprès de celle-ci les orientations politiques ou économiques du régime. Le parti arrive à améliorer les conditions de vie des paysans et obtient une grande légitimité par sa présence dans chaque village et zone agricole. Dans les années 1970, sur les 171 724 élus locaux, 37 096 sont membres du parti paysan unifié.
Quand le régime se transforme et que l’URSS prend fin, un clivage se créé entre l’organisation rurale “anti-communiste” et “ postcommuniste”. Comme dans l’ensemble du système partisan paysan, la situation des agrariens devient chaotique pendant les premières années de transitions : les partis naissent, se scindent, fusionnent et disparaissent rapidement. Dans chaque famille idéologique, plusieurs organisations se réclament du même label, rendant la réunification longue et complexe.
En mai 1990, le Parti historique (PSL Piast) et le Parti Communiste fusionnent pour donner le PSL (Polskie Stronnictwo Ludowe), leurs intérêts étant vus comme complémentaires. Cependant, cela ne suffit pas et les divisions internes empêchent ce parti de développer un réel programme politique. De plus, il connaît une forte concurrence du Parti Paysan – Bak (PSL – Bak), regroupant une minorité d'adhérents ayant refusé l’alliance avec le parti communiste.
Le PSL finit par s’imposer comme la force dominante dans le mouvement agrarien grâce à la récupération de l’appareil organisationnel, la mobilisation des locaux mais aussi par sa capacité à se réapproprier l’identité du mouvement paysan de l’entre-deux-guerres. En juin 1991, le parti élit à sa tête un jeune issu du parti post-communiste, Waldemar Pawlak. Son jeune âge lui donne un avantage car il représente une figure de modernité. S'il échoue à former un gouvernement de coalition, le politicien parvient néanmoins à crédibiliser le parti et à le placer au centre de l’échiquier politique.
La faiblesse du PSL de cette époque provient encore de la concurrence d’autres formations agrariennes. En 1991, le PSL obtient 8,67% et 44 sièges alors que leur concurrent anti-communiste (“ l’accord paysan”- PL) les suit de près avec 5,46% et 28 sièges. Le PSL se relève en 1993 avec un score historique de 15,4% et 132 sièges. Il participe alors au gouvernement avec la gauche sociale démocrate post communiste (SLD) de 1993 à 1997 puis de 2001 à 2003. Avec le SLD, le PSL est le seul parti polonais présent sans interruption dans tous les Parlements depuis 1991, ce qui montre son enracinement réel dans la société polonaise.
Concernant son programme, il reste difficile à développer excepté la protection des campagnes et l’importance de l’intervention étatique dans l’économie. Si au départ il était quelque peu sceptique quant à la construction européenne, il siège désormais au Parti populaire européen (PPE) et soutient donc cette construction. Le Parti souhaite, en effet, bénéficier des aides de la Politique Agricole Commune (PAC). Le choix du PPE peut s’expliquer par la défense des traditions à propos des questions de société.
Le PSL a donc finalement réussi sa reconversion après la période communiste. Il est parvenu à garder une infrastructure et une organisation importante et a survécu à ses participations gouvernementales. Même s'il a subi de fortes concurrences de la part d’autres mouvements agrariens, ce Parti peut aujourd’hui être considéré comme un véritable parti pivot gérant au quotidien la modernisation des campagnes polonaises.

### Slovaquie
Durant l’entre-deux-guerres, le mouvement agrarien slovaque s'unit avec les agrariens tchèques. Cependant, les Svloques restent une composante mineure de cette alliance en raison de leur manque de structuration. De plus, ils subissent une forte concurrence du parti populaire slovaque de Andrej Hlinka. La chute du régime communiste permet de nombreuses évolutions. En 1992, le Parti Paysan de Slovaquie (Roľnická strana Slovenska – RSS) et le Mouvement des Paysans de Slovaquie (Hnutie polnohospodárov Slovenska – HPS) établissent une alliance avec le Parti Social-Démocrate de Slovaquie (SDSS). Leur programme électoral consiste en la représentation des intérêts des coopératives agricoles. Par la suite, le RSS et le HPS se lient pour devenir le Nouveau Parti Agrarien (Nová Agráma Strana – NAS). Toutefois, avant les élections de 1998, le NAS s’allie avec le HZDS, un mouvement populiste et autoritaire. Ainsi, il n’existe actuellement plus de véritable Parti Agrarien. Le HZDS obtient de meilleurs scores dans les campagnes que dans les villes. Ceci montre que le clivage ruralité/urbanité est toujours prégnant.  

## Le manque de ressources académiques
Le manque de ressources académiques est notable sur la thématique des partis agrariens, particulièrement en France. Ce vide pourrait être expliqué par un manque d’intérêt pour les formations politiques agrarienne dû à ce que Maurice Duverger appelle l’attachement au dualisme droite/gauche. Dans leur livre Les partis agrariens et paysans en Europe Jean-Michel De Waele et Daniel-Louis Seiler l'expliquent par trois raisons principales.
Premièrement, une répartition inégale des formations politiques agraires (surtout développées en Europe) explique que ces formations politiques soient étrangères aux grandes transformations historiques, politiques et économiques.
Ensuite, à l’heure de l’industrialisation et de l’urbanisation dans les pays d’Europe Occidentale, la présupposée disparition du monde rural s’est imposée comme intuition générale. Ce faisant, les partis du XIXe siècle s’inscrivant dans une recherche d’émancipation des classes ouvrières ont souvent opéré un transfert de la figure de paysan à celle du prolétaire.
La dernière difficulté des partis agrariens pour se faire connaître réside dans la diversité du mouvement. Effectivement, les partis agrariens ne forment pas un bloc monolithique : leurs trajectoires diffèrent, leurs programmes sont variés et leurs positionnements sont divergents au sein des systèmes partisans nationaux.